# Michael Jepsen Jensen
Michael Jepsen Jensen, także Michael Liglad (ur. 18 lutego 1992 w Grindsted) – duński żużlowiec.

## Życiorys
Ściganie na żużlu rozpoczynał w rodzinnym Grindsted, obecnie występuje również w tamtejszym klubie. Poprzednio w lidze duńskiej jeździł w barwach Vojens Speedway Klub. W lidze szwedzkiej od 2012 roku występuje w Dackarnie Målilla. Wcześniej jeździł w Vargarnie Norrköping, do której przeniósł się z Solkkaterny Karlstad. W lidze angielskiej w sezonie 2011 reprezentował Peterborough Panthers.
Od 2010 reprezentował również polski klub KS Toruń. W drugiej części swojego debiutanckiego sezonu w polskiej lidze wygrał rywalizację o miejsce w składzie z Darcym Wardem, ówczesnym mistrzem świata juniorów. W ostatnim meczu sezonu, w którym KS Toruń walczył o trzecie miejsce z WTS–em Wrocław, Jensen zdobył 10 punktów w 6 startach, czym znacząco przyczynił się do zwycięstwa swojej drużyny. Przed sezonem 2011 w polskiej lidze wprowadzono zapis dopuszczający na pozycjach juniorskich występy wyłącznie zawodników krajowych. Toruńscy działacze zadecydowali jednak, że nie pozbędą się ze składu Duńczyka – Warda wypożyczono do Wybrzeża Gdańsk, a Jensen został zgłoszony do rozgrywek jako senior. Mimo konkurencji ze strony Karola Ząbika i Matěja Kůsa, zdołał wywalczyć sobie pewne miejsce w składzie toruńskiej drużyny.
W sezonie 2012 w polskiej ekstralidze żużlowej reprezentował Stal Gorzów Wielkopolski. Sezon 2012 był jednym z najlepszych w jego karierze. Z drużyną Stali Gorzów zdobył srebrny medal Drużynowych Mistrzostw Polski, ulegając w finale Unii Tarnów. Był jednym z liderów swojej drużyny, uzyskując średnią 1,916 zajmując tym samym 23. miejsce na liście najlepszych zawodników Enea Ekstraligi.
Wraz z reprezentacją Danii zdobył Drużynowy Puchar Świata.
W listopadzie 2012 w Bahia Blanca w Argentynie zdobył tytuł Indywidualnego Mistrza Świata Juniorów, pokonując jednym punktem obrońcę tytuły sprzed rok, Macieja Janowskiego.
Przed sezonem 2013 po raz kolejny zmienił barwy klubowe, podpisując kontrakt z drużyną Włókniarza Częstochowa. Wraz z drużyną wywalczył wejście do fazy play-off, zajmując ostatecznie czwartą pozycję. On sam osiągnął 27. miejsce w klasyfikacji zawodników Ekstraligi. Pod koniec sezonu zdecydował się na przedłużenie kontraktu z częstochowskim klubem o kolejny rok.
W tym samym sezonie wraz z reprezentacją Danii juniorów wywalczył na torze w Pardubicach złoty medal Drużynowych Mistrzostw Świata Juniorów, natomiast na torze w Pradze z duńską reprezentacją zdobył srebro.
Uzyskując średnią 1,802 pkt/ bieg zajął 27. lokatę na liście najlepszych zawodników polskiej Enea Ekstraligi.
Przed sezonem 2014 podpisał 3-letni kontrakt ze swoją dotychczasową drużyną w polskiej Ekstralidze, Włókniarzem Częstochowa. W trakcie sparingu przed rozpoczęciem ligowych zmagań, doznał kontuzji, która zmusiła go do przerwy na samym początku sezonu. W 2014 bronił również barw klubów z Grindsted oraz Malilli, których był kapitanem. Na wyspach brytyjskich reprezentował barwy Coventry Bees. Pełnił funkcję rezerwowego całego cyklu Grand Prix, wystąpił w sześciu turniejach zdobywając łącznie 42 punkty, co dało mu 16. miejsce. Startował w Indywidualnych Mistrzostwach Danii, gdzie ostatecznie zajął czwartą pozycję. Podczas Grand Prix Polski w Toruniu złamał obojczyk, co spowodowało przedwczesne zakończenie sezonu.
W rozgrywkach polskiej Enea Ekstraligi uzyskał średnią 1,864 pkt/bieg, zajmując 20. miejsce, jako najlepszy zawodnik Włókniarza Częstochowa.
Przed sezonem otrzymał stałą dziką kartę na starty w cyklu Grand Prix. Zmienił barwy klubowe w Polsce, wiążąc się kontraktem z drużyną Sparty Wrocław. W lidze szwedzkiej i duńskiej pozostał w swoich dotychczasowych klubach.
Grand Prix 2015 ukończył na 11. miejscu z dorobkiem 84 punktów. Rok później, w Grand Prix 2016 był drugim stałym rezerwowym. Wystąpił w czterech rundach, w których zdobył łącznie 31 punktów.
W 2018 wystąpił z dziką kartą w Grand Prix Danii. Reprezentował Danię w dwudniowym finale Speedway of Nations 2018. Zdobył 12 oraz 15 punktów; był pod tym względem zdecydowanym liderem swojej drużyny.
W następnych latach Jepsen Jensen często zmieniał kluby w polskiej lidze. W 2016 wrócił do Stali Gorzów, później jeździł dla KS Toruń (2017), Falubazu Zielona Góra (2018–2020), ROW-u Rybnik (2021), GTM Start Gniezno (2022), GKŻ Wybrzeże Gdańsk (2023) i GKM Grudziądz (w ramach wypożyczenia z PSŻ-tu Poznań) Występuje również w lidze szwedzkiej (Eskilstuna Smederna – od 2017) oraz w lidze duńskiej (Slangerup Speedway Klub – 2016–2018 i od 2020, Region Varde Speedway – 2019).
Na początku sezonu 2024, w drużynie GKM Grudziądz kontuzji doznał drugi z liderów grudziądzkiej formacji, Jason Doyle. GKM Grudziądz pilnie potrzebował zawodnika który godnie zastąpi wice-lidera drużyny na resztę sezonu, wybór padł na Michaela Jepsena-Jensena i oznaczał powrót tego zawodnika do PGE Ekstraligi po kilku latach przerwy.
Wybór okazał się strzałem w dziesiątkę, z Michaelem w składzie GKM Grudziądz pierwszy raz w historii wszedł do fazy play-off PGE Ekstraligi a Michael był jednym z najlepszych zawodników PGE Ekstraligi w sezonie 2024 - GKM Grudziądz skończył sezon na 5. miejscu.
Forma Michaela w sezonie 2024 nie przestawała zachwycać kibiców jak i redaktorów. Zawodnik przeszedł z pierwszoligowej drużyny (gdzie nie dawano mu szans na jazdę) do PGE Ekstraligi gdzie był 8 zawodnikiem tej klasy rozgrywkowej. 
Po trzech kolejkach sezonu PGE Ekstraliga 2025, Michael Jepsen-Jensen jest najlepszym zawodnikiem ligi. 

## Przynależność klubowa
Dania
- VSK Vojens (2009–2011)
- Grindsted Speedway Klub (2012–2015)
- Slangerup Speedway Klub (2016–2018)
- Region Varde Speedway (2019)
- Slangerup Speedway Klub (2020–)

Szwecja
- Solkatterna Karlstad (2009)
- Vargarna Norrköping (2010–2011)
- Dackarna Målilla (2012–2016)
- Eskilstuna Smederna (2017–)

Polska
- KS Toruń (2010–2011)
- Stal Gorzów Wielkopolski (2012)
- Włókniarz Częstochowa (2013–2014)
- Sparta Wrocław (2015)
- Stal Gorzów Wielkopolski (2016)
- KS Toruń (2017)
- Falubaz Zielona Góra (2018–2020)
- ROW Rybnik (2021)
- GTM Start Gniezno (2022)
- GKŻ Wybrzeże Gdańsk (2023)
- PSŻ Poznań (2024)
- GKM Grudziądz (2024–)

Wielka Brytania
- Peterborough Panthers (2011–2012)
- Coventry Bees (2014)

## Starty w Grand Prix (Indywidualnych Mistrzostwach Świata na Żużlu)

### Zwycięstwa w poszczególnych zawodachGrand Prix
| Nr | Dzień       | Rok  | Nazwa                | Miejscowość | Tor             | Długość toru |
| -- | ----------- | ---- | -------------------- | ----------- | --------------- | ------------ |
| 1. | 22 września | 2012 | Grand Prix Nordyckie | Vojens      | Speedway Center | 300m         |

### Miejsca na podium
| Nr | Dzień       | Rok  | Nazwa                | Miejscowość | Tor                       | Miejsce | Punkty | Biegi           | Zwycięzca       |
| -- | ----------- | ---- | -------------------- | ----------- | ------------------------- | ------- | ------ | --------------- | --------------- |
| 1. | 22 września | 2012 | Grand Prix Nordyckie | Vojens      | Speedway Center           | 1.      | 15     | (1,1,2,3,0,2,6) | —               |
| 2. | 8 sierpnia  | 2015 | Grand Prix Danii     | Horsens     | CASA Arena (sztuczny tor) | 3.      | 13     | (1,2,3,1,3,2,1) | Peter Kildemand |

### Punkty w poszczególnych zawodachGrand Prix
| Sezon 2012                   |                        |                        |                                |                                |                                 |                                 |                                 |                                 |                          |                          |                          |         |         |         |         |         |         |         |         |         |         |        |        |        |        |        |        |        |        |        |        |        |        |
| GP Nowej Zelandii – Auckland | GP Europy – Leszno     | GP Czech – Praga       | GP Szwecji – Göteborg          | GP Danii – Kopenhaga           | GP Polski – Gorzów Wielkopolski | GP Chorwacji – Gorican          | GP Włoch – Terenzano            | GP Wielkiej Brytanii – Cardiff  | GP Skandynawii – Målilla | GP Nordyckie – Vojens    | GP Polski – Toruń        | miejsce | miejsce | miejsce | miejsce | miejsce | miejsce | miejsce | miejsce | miejsce | miejsce | punkty | punkty | punkty | punkty | punkty | punkty | punkty | punkty | punkty | punkty |        |        |
| –                            | –                      | –                      | –                              | 7                              | –                               | –                               | –                               | –                               | –                        | 15                       | –                        | 17      | 17      | 17      | 17      | 17      | 17      | 17      | 17      | 17      | 17      | 22     | 22     | 22     | 22     | 22     | 22     | 22     | 22     | 22     | 22     |        |        |
| Sezon 2013                   |                        |                        |                                |                                |                                 |                                 |                                 |                                 |                          |                          |                          |         |         |         |         |         |         |         |         |         |         |        |        |        |        |        |        |        |        |        |        |        |        |
| GP Nowej Zelandii – Auckland | GP Europy – Bydgoszcz  | GP Szwecji – Göteborg  | GP Czech – Praga               | GP Wielkiej Brytanii – Cardiff | GP Polski – Gorzów Wielkopolski | GP Danii – Kopenhaga            | GP Włoch – Terenzano            | GP Łotwy – Dyneburg             | GP Słowenii – Krško      | GP Skandynawii – Solna   | GP Polski – Toruń        | miejsce | miejsce | miejsce | miejsce | miejsce | miejsce | miejsce | miejsce | miejsce | miejsce | punkty | punkty | punkty | punkty | punkty | punkty | punkty | punkty | punkty | punkty |        |        |
| –                            | –                      | –                      | –                              | –                              | –                               | 6                               | –                               | –                               | –                        | –                        | –                        | 21      | 21      | 21      | 21      | 21      | 21      | 21      | 21      | 21      | 21      | 6      | 6      | 6      | 6      | 6      | 6      | 6      | 6      | 6      | 6      |        |        |
| Sezon 2014                   |                        |                        |                                |                                |                                 |                                 |                                 |                                 |                          |                          |                          |         |         |         |         |         |         |         |         |         |         |        |        |        |        |        |        |        |        |        |        |        |        |
| GP Nowej Zelandii – Auckland | GP Europy – Bydgoszcz  | GP Finlandii – Tampere | GP Czech – Praga               | GP Szwecji – Målilla           | GP Danii – Kopenhaga            | GP Wielkiej Brytanii – Cardiff  | GP Łotwy – Dyneburg             | GP Polski – Gorzów Wielkopolski | GP Nordyckie – Vojens    | GP Skandynawii – Solna   | GP Polski – Toruń        | miejsce | miejsce | miejsce | miejsce | miejsce | miejsce | miejsce | miejsce | miejsce | miejsce | punkty | punkty | punkty | punkty | punkty | punkty | punkty | punkty | punkty | punkty |        |        |
| –                            | –                      | –                      | –                              | –                              | 8                               | 9                               | –                               | 14                              | 7                        | 4                        | 0                        | 16      | 16      | 16      | 16      | 16      | 16      | 16      | 16      | 16      | 16      | 42     | 42     | 42     | 42     | 42     | 42     | 42     | 42     | 42     | 42     |        |        |
| Sezon 2015                   |                        |                        |                                |                                |                                 |                                 |                                 |                                 |                          |                          |                          |         |         |         |         |         |         |         |         |         |         |        |        |        |        |        |        |        |        |        |        |        |        |
| GP Polski – Warszawa         | GP Finlandii – Tampere | GP Czech – Praga       | GP Wielkiej Brytanii – Cardiff | GP Łotwy – Dyneburg            | GP Szwecji – Målilla            | GP Danii – Horsens              | GP Polski – Gorzów Wielkopolski | GP Słowenii – Krško             | GP Sztokholmu – Solna    | GP Polski – Toruń        | GP Australii – Melbourne | miejsce | miejsce | miejsce | miejsce | miejsce | miejsce | miejsce | miejsce | miejsce | miejsce | punkty | punkty | punkty | punkty | punkty | punkty | punkty | punkty | punkty | punkty |        |        |
| 5                            | 10                     | 4                      | 8                              | 7                              | 7                               | 13                              | 10                              | 2                               | 6                        | 5                        | 7                        | 11      | 11      | 11      | 11      | 11      | 11      | 11      | 11      | 11      | 11      | 84     | 84     | 84     | 84     | 84     | 84     | 84     | 84     | 84     | 84     |        |        |
| Sezon 2016                   |                        |                        |                                |                                |                                 |                                 |                                 |                                 |                          |                          |                          |         |         |         |         |         |         |         |         |         |         |        |        |        |        |        |        |        |        |        |        |        |        |
| GP Słowenii – Krško          | GP Polski – Warszawa   | GP Danii – Horsens     | GP Czech – Praga               | GP Wielkiej Brytanii – Cardiff | GP Szwecji – Målilla            | GP Polski – Gorzów Wielkopolski | GP Niemiec – Teterow            | GP Sztokholmu – Solna           | GP Polski – Toruń        | GP Australii – Melbourne | miejsce                  | miejsce | miejsce | miejsce | miejsce | miejsce | miejsce | miejsce | miejsce | miejsce | miejsce | punkty | punkty | punkty | punkty | punkty | punkty | punkty | punkty | punkty | punkty | punkty |        |
| –                            | –                      | –                      | –                              | –                              | –                               | –                               | 7                               | 4                               | 10                       | 10                       | 16                       | 16      | 16      | 16      | 16      | 16      | 16      | 16      | 16      | 16      | 16      | 31     | 31     | 31     | 31     | 31     | 31     | 31     | 31     | 31     | 31     | 31     |        |
| Sezon 2017                   |                        |                        |                                |                                |                                 |                                 |                                 |                                 |                          |                          |                          |         |         |         |         |         |         |         |         |         |         |        |        |        |        |        |        |        |        |        |        |        |        |
| GP Słowenii – Krško          | GP Polski – Warszawa   | GP Łotwy – Dyneburg    | GP Czech – Praga               | GP Danii – Horsens             | GP Wielkiej Brytanii – Cardiff  | GP Szwecji – Målilla            | GP Polski – Gorzów Wielkopolski | GP Niemiec – Teterow            | GP Sztokholmu – Solna    | GP Polski – Toruń        | GP Australii – Melbourne | miejsce | miejsce | miejsce | miejsce | miejsce | miejsce | miejsce | miejsce | miejsce | miejsce | punkty | punkty | punkty | punkty | punkty | punkty | punkty | punkty | punkty | punkty |        |        |
| –                            | –                      | –                      | –                              | –                              | –                               | –                               | 9                               | –                               | –                        | –                        | –                        | 20      | 20      | 20      | 20      | 20      | 20      | 20      | 20      | 20      | 20      | 9      | 9      | 9      | 9      | 9      | 9      | 9      | 9      | 9      | 9      |        |        |
| Sezon 2018                   |                        |                        |                                |                                |                                 |                                 |                                 |                                 |                          |                          |                          |         |         |         |         |         |         |         |         |         |         |        |        |        |        |        |        |        |        |        |        |        |        |
| GP Polski – Warszawa         | GP Czech – Praga       | GP Danii – Horsens     | GP Szwecji – Hallstavik        | GP Wielkiej Brytanii – Cardiff | GP Skandynawii – Målilla        | GP Polski – Gorzów Wielkopolski | GP Słowenii – Krško             | GP Niemiec – Teterow            | GP Polski – Toruń        | miejsce                  | miejsce                  | miejsce | miejsce | miejsce | miejsce | miejsce | miejsce | miejsce | miejsce | miejsce | miejsce | punkty | punkty | punkty | punkty | punkty | punkty | punkty | punkty | punkty | punkty | punkty | punkty |
| –                            | –                      | 4                      | –                              | –                              | –                               | –                               | –                               | –                               | –                        | 22                       | 22                       | 22      | 22      | 22      | 22      | 22      | 22      | 22      | 22      | 22      | 22      | 4      | 4      | 4      | 4      | 4      | 4      | 4      | 4      | 4      | 4      | 4      | 4      |

| Statystyki        | Statystyki |
| ----------------- | ---------- |
| Starty            | 27         |
| Zwycięstwa        | 1          |
| Miejsca na podium | 2          |
| Finalista         | 3          |
| Punkty            | 198        |

## Osiągnięcia

### Osiągnięcia indywidualne
- Indywidualne Mistrzostwa Świata Juniorów
  - 2011 – 6. miejsce
  - 2012 – 1. miejsce

- Indywidualne Mistrzostwa Europy Juniorów
  - 2010 – Gorican – 6. miejsce
  - 2011 – Lublana – 2. miejsce[12]

- Indywidualne Mistrzostwa Danii
  - 2012 – 9. miejsce
  - 2013 – 3. miejsce
  - 2014 – 4. miejsce
  - 2015 – 10. miejsce
  - 2016 – 14. miejsce
  - 2017 – 2. miejsce[13]
  - 2018 – 6. miejsce
  - 2019 – 6. miejsce
  - 2021 – 14. miejsce
  - 2022 – 17. miejsce (po upadku w 1. biegu wycofał się z zawodów[14].)
  - 2023 – 13. miejsce
  - 2024 – 2. miejsce
  - 2025 – 1. miejsce

- Młodzieżowe Indywidualne Mistrzostwa Danii
  - 2010 – Slangerup – 2. miejsce
  - 2012 – Vojens – 1. miejsce
  - 2013 – Randers – 2. miejsce
- Indywidualne Międzynarodowe Mistrzostwa Ekstraligi
  - 2018 – Gdańsk – 16. miejsce
  - 2025 – Łódź –  1. miejsce

### Osiągnięcia drużynowe
Pod uwagę wzięto tylko miejsca w top 3 danych zawodów.
- Drużynowy Puchar Świata
  - 2012 – Malilla – 1. miejsce
  - 2013 – Praga – 2. miejsce

- Drużynowe Mistrzostwa Świata Juniorów
  - 2010 – Rye House – 1. miejsce[15]
  - 2011 – Bałakowo – 2. miejsce
  - 2013 – Pardubice – 3. miejsce

- Drużynowe Mistrzostwa Europy Juniorów
  - 2009 – Holsted – 3. miejsce
  - 2011 – Lendava – 2. miejsce

- Drużynowe Mistrzostwa Polski
  - 2010 – 3. miejsce (Unibax Toruń)
  - 2012 – 2. miejsce (Stal Gorzów Wielkopolski)
  - 2015 – 2. miejsce (Sparta Wrocław)
  - 2016 – 1. miejsce (Stal Gorzów Wielkopolski)